# Olnute
Olnute (em armênio: Օղնուտ; romaniz.: Ołnut), também chamada Olnu (Օղնու, Ołnu), Olna (Օղնա, Ołna), Olnote (Օղնոտ, Ołnot), Olno (Օղնո, Ołno) ou Olim (Օղին, Ołin) foi uma vila e fortaleza na Armênia Ocidental.

## Geografia
Olnute estava localizada a 45 quilômetros a leste da vila de Queli, na margem esquerda do afluente direito Guneque do Murate. De acordo com o censo promovido pelo Império Otomano na década de 1880, contava com 32 residentes, enquanto que, século XX, havia 40 residentes, sendo 30 armênios e 10 curdos. Sua economia era baseada na agricultura e pecuária.

## História
Sua primeira menção ocorre na História dos Armênios de Lázaro de Farpe que, ao localizá-la próxima da vila de Erez, na província da Turuberânia, comenta que o rebelde Vaanes I abrigou-se nela após a Batalha de Erez. Em 591, Olnute contava com uma igreja dedicada a São Jorge. No século VII, foi mencionada por João Mamicônio em sua Historia de Tauranitis. Em 1056, João, filho do comandante Liparites, que governava Erez, tentou capturar a fortaleza de Olnute, mas foi preso pelos bizantinos e jogado na prisão daquela aldeia. O historiador Araquel de Tabriz a mencionou como um sítio atingido durante o terremoto sentido em Vã. Nos anos 1880, registra-se uma escola. No contexto do Genocídio Armênio, sua população armênia foi deportada pelas autoridades otomanas.